# Pubblica Assistenza Croce Bianca Cornigliano
La Pubblica Assistenza Croce Bianca Cornigliano (o Croce Bianca Cornigliano) è un'associazione di volontariato senza fini di lucro nata a Genova nel 1902, con sede in via Romolo Gessi 2 rosso e 8 rosso nel quartiere genovese di Cornigliano.
È iscritta all'Associazione Nazionale Pubbliche Assistenze, opera nel settore dell'assistenza sanitaria, del primo soccorso e del sociale in genere.

## Storia
Il 6 gennaio 1902, per volontà di un esiguo numero di benemeriti concittadini corniglianesi, in un locale del circolo cattolico Maurizio Dufour nacque la P.A. Croce Bianca. L'ing.Gustavo Dufour, Roncallo Salvatore, Agostino Tro e Leonardo Mantero, furono i fondatori di questa istituzione, a cui fu affidato il compito di prestarsi alle cure ed al servizio degli ammalati più umili e dei feriti più gravi.
Nel 1917 la Croce Bianca ottenne la sua prima autolettiga, una S.P.A. 6000 15 HP, donata dai F.lli Perrone. Nel 1922 i volontari della Croce Bianca intervennero nel prestare soccorso ai cittadini di Falconara Lerici seguito dell'esplosione di una polveriera. Il fatto è ricordato come "Lo scoppio di Falconara".
Nel novembre del 1923, il Forte Monte Guano, che prende il nome dall'omonimo monte (situato sulle alture di Coronata), esplose e i volontari della Croce Bianca furono tra i primi ad intervenire. Nell'occasione perse la vita il capo squadra Costanzo Grillone. cui fu intitolata una strada nel quartiere di Cornigliano.
Il 4 novembre 1926 la P.A. ottenne due nuove autolettighe, una Fiat 507 e una Fiat 521, che serviranno nel 1937 a coadiuvare i soccorsi durante un disastro sulla ferrovia Genova-Casella.
I servizi prestati durante il periodo bellico furono ben 5.000; quasi cinquemila persone tra malati e feriti furono assistite dai militi della Croce Bianca.
Nel 1951 un terribile nubifragio si abbatté sul Polesine e la popolazione corniglianese raccolse l'appello lanciato dalla radio per l'invio di indumenti in zona. La P.A. allestì un centro di raccolta ed in pochi giorni organizzò un'autocolonna di cinque camion carichi di aiuti umanitari.
Il terremoto del Friuli del 1976 provocò altre vittime e, anche in questa occasione la P.A. intervenne con due autolettighe.
Nel 1980 un altro terribile terremoto si abbatté in Irpinia e Lucania radendo al suolo interi centri abitati; ancora una volta la Croce Bianca aiutò la popolazione.

### Logo dell'associazione
| 1902          | 1950                     | 1980                     | Attuale         |
| ------------- | ------------------------ | ------------------------ | --------------- |
| Logo storico. | In uso dal 1950 al 1980. | In uso dal 1980 al 2010. | Restyling 2010. |

## La sede
Dalla sua fondazione ad oggi, la Croce Bianca di Cornigliano ha cambiato tre sedi, la prima, dalla sua fondazione nel 1902 era situata in un locale del circolo cattolico Maurizio Dufour, sita nell'attuale via Minghetti a Cornigliano.
Nel 1903 viene inaugurata la nuova sede attigua al circolo (sita nell'attuale via Minghetti) con dono della prima bandiera; È opera questa delle suore di Madre Cabrini. In questa occasione si procede alla benedizione della prima barella a traino, donata dall'ing. Gustavo Dufour.
Il 20 giugno 1909 su concessione municipale viene offerta in locazione alla pubblica assistenza una nuova sede (l'attuale) sita in via Gessi 8r a Cornigliano.
Nel 2001 in seguito al trasferimento della biblioteca civica Guerrazzi di Cornigliano nella nuova sede nella villa Gentile Bickley, di via Nino Cervetto 35, viene assegnata alla Croce Bianca una nuova sede, dove allestirà la sua sede amministrativa.
Il 16 gennaio 2015 viene inaugurato il nuovo centro prelievi della Croce Bianca di Cornigliano.

## Il centenario
Il 6 gennaio 2002 la Croce Bianca festeggia il suo centesimo anno di fondazione.

## Automezzi
| #  | MARCA E MODELLO VEICOLO       | ANNO | TARGA       | DONAZIONE                                         | COSTRUTTORE | SOPRANNOME         | TIPO               | NOTE                              |
| -- | ----------------------------- | ---- | ----------- | ------------------------------------------------- | ----------- | ------------------ | ------------------ | --------------------------------- |
| 1  | SPA 6000 15 HP                | 1917 | n.d.        | Dono dei F.lli Perrone                            | n.d.        |                    | Ambulanza          |                                   |
| 2  | Fiat 507                      | 1926 | n.d.        |                                                   | n.d.        |                    | Ambulanza          |                                   |
| 3  | Fiat 521                      | 1937 | nd          |                                                   | n.d.        |                    | Ambulanza          |                                   |
| 4  | Veicolo militare tedesco      | 1948 | n.d.        | Dono del C.L.N. Comitato di Liberazione Nazionale | n.d.        |                    | Ambulanza          |                                   |
| 5  | Fiat 1100 L                   | 1949 | GE 45812    |                                                   | n.d.        |                    | Ambulanza          |                                   |
| 6  | Fiat 1100 L                   | n.d. | n.d.        |                                                   | n.d.        |                    | Ambulanza          |                                   |
| 7  | Fiat 1800                     | 1961 | n.d.        |                                                   | n.d.        |                    | Ambulanza          |                                   |
| 8  | Fiat 1800                     | 1963 | GE 163617   | Dono della Croce Verde Pegliese                   | n.d.        |                    | Ambulanza          |                                   |
| 9  | Fiat 1100 T                   | 1963 | n.d.        | Dono della Croce Verde Pegliese                   | n.d.        |                    | Ambulanza          |                                   |
| 10 | Citroen ds                    | 1967 | n.d.        |                                                   | n.d.        |                    | Ambulanza          |                                   |
| 11 | Fiat 238                      | 1971 | GE 471920   |                                                   | n.d.        | Kappa 1            | Ambulanza          | Radio mobile, Tetto alto          |
| 12 | Fiat 238                      | 1973 | n.d.        | Dono della Cassa di Risparmio di Genova e Imperia | n.d.        | Kappa 2            | Ambulanza          | Tetto basso                       |
| 13 | Fiat 238                      | 1976 | GE 632753   | Dono della Sig.ra Parodi                          | n.d.        | Kappa 3            | Ambulanza          | Tetto basso                       |
| 14 | Peugeot 504                   | 1977 | GE 669347   |                                                   | n.d.        |                    | Ambulanza          |                                   |
| 15 | Fiat 900                      | 1981 | GE 806135   |                                                   | n.d.        |                    | Ambulanza          |                                   |
| 16 | Fiat 900                      | 1981 | GE 806136   |                                                   | n.d.        |                    | Ambulanza          |                                   |
| 17 | Fiat 900                      | 1982 | GE 882312   |                                                   |             |                    | Ambulanza          |                                   |
| 18 | Volkswagen T3                 | 1982 | GE 875634   | Dono delle Acciaierie Italsider                   |             |                    | Ambulanza          | Colore beige, Tetto basso         |
| 19 | Volkswagen T3                 | 1984 | SV 2950090  |                                                   |             |                    | Ambulanza          | I n servizio dal 1990             |
| 20 | Volkswagen T3                 | 1984 | GE 964881   | Dono delle Acciaierie Italsider                   |             |                    | Ambulanza          | Colore beige, Tetto basso         |
| 21 | Fiat Ducato serie 1           | 1986 | GE A20154   | Dono della Cassa di Risparmio di Genova e Imperia |             | Lasonil            | Ambulanza          | Tetto basso, Livrea Rossa         |
| 22 | Fiat Ducato serie 1           | 1988 | GE B07605   |                                                   |             | Zero Cinque        | Ambulanza          | Tetto alto, Livrea Rossa          |
| 23 | Peugeot 504                   | 1989 | GE B78336   |                                                   |             | Ghostbusters       | Ambulanza          |                                   |
| 24 | Fiat Ducato serie 1           | 1990 | GE D24107   | Dono delle Acciaierie Italsider                   |             | Zero Sette         | Ambulanza          | Tetto alto                        |
| 25 | Volkswagen T4                 | 1992 | GE D98306   |                                                   |             | Zero Sei           | Ambulanza          | Tetto alto                        |
| 26 | Fiat Ducato serie 2           | 1995 | AE 701 AT   |                                                   | Aricar      | Zero Uno           | Ambulanza          |                                   |
| 27 | Nissan Vanette                | 1995 | ZA 315 BP   |                                                   |             | Quindici/Dragonfly | Ambulanza          |                                   |
| 28 | Piaggio Zip                   | 1995 | n.d.        |                                                   |             |                    | Motociclo          | Trasporto farmaci urgenti         |
| 29 | Fiat Ducato serie 2           | 1996 | AH 632 BE   | Dono di CGL - CISL e UIL fondo alluvionati 1994   | MAF         | Trentadue          | Ambulanza          | C.M.R Rianimazione neonatale      |
| 30 | Opel Astra                    | 1997 | AV 133 CA   | Dono delle famiglie Pace e Manzoni                |             | Trentatré          | Automedica         |                                   |
| 31 | Fiat Marea Week-End           | 1998 | AW 689 NT   |                                                   |             | Kappa 7            | Ambulanza          | in servizio dal 2002              |
| 32 | Fiat Punto                    | 1999 | BC 393 YH   | Dono dei Lions Club                               |             | Nove Tre           | Automedica         |                                   |
| 33 | Mercedes Sprinter W901/5      | 2000 | BH 203 DC   | Dono dei Militi e della Cittadinanza              | Oregon      | Zero Tre           | Ambulanza          | In memoria del Dot. Corsi         |
| 34 | Mercedes Sprinter W901/5      | 2000 | BL 599 YG   | Dono dei Militi e della Cittadinanza              | Oregon      | Nove Nove          | Ambulanza          |                                   |
| 35 | Fiat Ducato serie 2 Restyling | 2002 | BX 802 CX   | Dono dei Militi e della Cittadinanza              | Alea        | Zero Due           | Ambulanza          | in memoria di Roberta Palo        |
| 36 | Fiat Doblò serie 1            | 2003 | CJ 691 DG   | Dono di Ilva S.p.A.                               | Alea        | Nove Uno           | Trasporto disabili |                                   |
| 37 | Fiat Doblò serie 1 Restyling  | 2005 | CW 008 HB   | Dono dei Militi e della Cittadinanza              | Alea        | Zero Otto          | Trasporto disabili | Paraurti in tinta                 |
| 38 | Fiat Punto Restyling          | 2005 | CV 709 KP   | Dono dei Militi e della Cittadinanza              | Alea        | Zero Nove          | Automedica         |                                   |
| 39 | Fiat Punto Restyling          | 2005 | CV 735 KP   | Dono dei Militi e della Cittadinanza              | Alea        | Trentacinque       | Automedica         |                                   |
| 40 | Fiat Punto Restyling          | 2007 | DC 573 NG   | Dono dei Militi e della Cittadinanza              | Alea        | Settantatré        | Automedica         | in memoria di Loreto Renato       |
| 41 | Fiat Doblò serie 1 Restyling  | 2009 | IN SERVIZIO | Dono dei Militi e della Cittadinanza              | Orion       | Tredici            | Trasporto disabili |                                   |
| 42 | Fiat Doblò serie 1 Restyling  | 2009 | IN SERVIZIO | Dono dei Militi e della Cittadinanza              | Orion       | Quattordici        | Trasporto disabili |                                   |
| 43 | Fiat Punto Restyling          | 2009 | IN SERVIZIO | Dono dei Militi e della Cittadinanza              | Orion       | Cinquantatré       | Automedica         |                                   |
| 44 | Fiat Punto Restyling          | 2009 | IN SERVIZIO | Dono dei Militi e della Cittadinanza              | Orion       | Cinquantaquattro   | Automedica         |                                   |
| 45 | Fiat Ducato serie 3           | 2009 | IN SERVIZIO | Dono dei Militi e della Cittadinanza              | Orion       | Ottantotto         | Ambulanza          |                                   |
| 46 | Fiat Punto Restyling          | 2009 | IN SERVIZIO | Dono dei Militi e della Cittadinanza              | Orion       | Ventinove          | Automedica         |                                   |
| 47 | Volkswagen T5                 | 2009 | IN SERVIZIO | Dono dei Militi e della Cittadinanza              | Orion       | Cinquantasette     | Ambulanza          |                                   |
| 48 | Fiat Ducato serie 3           | 2012 | IN SERVIZIO | Dono di Angel Berga Ferretti                      | Oregon      | Trentasei          | Ambulanza          | in memoria del Prof. Aldo Rollero |
| 49 | Fiat Doblò serie 2            | 2015 | IN SERVIZIO | Dono dei Militi e della Cittadinanza              | Orion       | Ottantaquattro     | Trasporto disabili |                                   |